# Per Skou
Per Skou (né le 20 mai 1891 à Skien en Norvège, et mort le 24 février 1962 à Oslo) est un joueur de football international norvégien, qui évoluait au poste de défenseur, avant d'ensuite devenir dirigeant.
Il est président de la Fédération de Norvège de football de 1930 à 1934.

## Biographie

### Carrière de joueur

#### Carrière en sélection
Avec l'équipe de Norvège, il joue 41 matchs (pour un but inscrit) entre 1911 et 1923. 
Il joue son premier match en équipe nationale le 17 septembre 1911 contre la Suède et son dernier le 16 septembre 1923 contre cette même équipe. Il inscrit un but face à la Suède le 26 octobre 1913.
Il figure dans le groupe des sélectionnés lors des Jeux olympiques de 1912 et de 1920. Lors du tournoi olympique de 1912, il joue deux matchs : contre le Danemark et l'Autriche. Lors de celui de 1920, il joue à nouveau deux matchs : contre la Grande-Bretagne et la Tchécoslovaquie.

## Palmarès
| FK Lyn - Coupe de Norvège (1) : - Vainqueur : 1911. |  | Odds BK - Coupe de Norvège (2) : - Vainqueur : 1913 et 1915. |